# Куриловка (Новгород-Северский район)
Куриловка (укр. Курилівка) — село в Новгород-Северском районе Черниговской области Украины. Население — 116 человек.  Расположено на реке Студенка.
Код КОАТУУ: 7422284502. Почтовый индекс: 16210. Телефонный код: +380 4656.

## Власть
Орган местного самоуправления — Понорницкая поселковая община. Почтовый адрес: 16220, Черниговская обл., Новгород-Северский р-н, пгт Понорница, ул. Довженко, 18.